# WTA Elite Trophy 2018 – ženská čtyřhra
Ženská čtyřhra WTA Elite Trophy 2018 probíhala v první polovině listopadu 2018. Do deblové soutěže čuchajského tenisového turnaje nastoupilo šest dvojic na pozvání pořadatelů. Obhájcem titulu byl čínský pár Tuan Jing-jing a Chan Sin-jün, jehož členky do turnaje nezasáhly.
Vítězem se stal třetí nasazený pár ukrajinských dvojčat, tvořený Ljudmylou a Nadijou Kičenokovými, které ve finále zdolaly japonsko-běloruské turnajové čtyřky Šúko Aojamovou s Lidzijou Marozavovou. Po dvousetovém průběhu 6–4 a 3–6 rozhodl až supertiebreak poměrem míčů [10–7]. Obě šampionky si do žebříčku WTA nepřipsaly žádné body a získaly třetí společnou trofej. Ljudmyla Kičenoková vybojovala třetí deblový titul na okruhu WTA Tour a pro Nadiju Kičenokovou to bylo čtvrté takové turnajové vítězství.

## Nasazení párů
1. Mihaela Buzărnescuová /  Alicja Rosolská (základní skupina, 0 bodů, 21 900 USD/pár)
2. Miju Katová /  Makoto Ninomijová (základní skupina, 0 bodů, 16 500 USD/pár)
3. Ljudmyla Kičenoková /  Nadija Kičenoková (vítězky, 0 bodů, 48 809 USD/pár)
4. Šúko Aojamová /  Lidzija Marozavová (finále, 0 bodů, 32 900 USD/pár)
5. Ťiang Sin-jü /  Jang Čao-süan (základní skupina, 0 bodů, 21 900 USD/pár)
6. Tchang Čchien-chuej /  Sün Fang-jing (základní skupina, 0 bodů, 21 900 USD/pár)

## Soutěž
| Legenda                                                       |                                                                        |                                                   |
| - Q – kvalifikant - WC – divoká karta - LL – šťastný poražený | - Alt – náhradník - SE – zvláštní výjimka - PR/SR – žebříčková ochrana | - w/o – bez boje - r – skreč - d – diskvalifikace |

### Finále
| Finále |                                       |   |   |      |
|        |                                       |   |   |      |
|        |                                       |   |   |      |
| 3      | Ljudmyla Kičenoková Nadija Kičenoková | 6 | 3 | [10] |
| 4      | Šúko Aojamová Lidzija Marozavová      | 4 | 6 | [7]  |

### Liliová skupina
|       |                                       | Buzărnescu Rosolska | Aojama Marozava  | Tchang Sün       | Zápasy | Sety       | Hry            | Pořadí |
| 1.    | Mihaela Buzărnescuová Alicja Rosolská |                     | 3–6, 2–6         | 6–2, 6–2         | 1–1    | 2–2 (50 %) | 17–16 (51,5 %) | 2.     |
| 4.    | Šúko Aojamová Lidzija Marozavová      | 6–3, 6–2            |                  | 6–3, 3–6, [6–10] | 1–1    | 3–2 (60 %) | 21–15 (58 %)   | 1.     |
| 6./WC | Tchang Čchien-chuej Sün Fang-jing     | 2–6, 2–6            | 3–6, 6–3, [10–6] |                  | 1–1    | 2–3 (40 %) | 14–21 (40 %)   | 3.     |

### Bugenvileová skupina
|       |                                       | Kato Ninomija    | Kičenok                | Ťiang Jang             | Zápasy | Sety       | Hry          | Pořadí |
| 2.    | Miyu Kato Makoto Ninomijová           |                  | 4–6, 6–1, [7–10]       | 3–6, 4–6               | 0–2    | 1–4 (20 %) | 17–20 (46 %) | 3.     |
| 3.    | Ljudmyla Kičenoková Nadija Kičenoková | 6–4, 1–6, [10–7] |                        | 7–6(11–9), 3–6, [11–9] | 2–0    | 4–2 (67 %) | 19–22 (46 %) | 1.     |
| 5./WC | Ťiang Sin-jü Jang Čao-süan            | 6–3, 6–4         | 6–7(9–11), 6–3, [9–11] |                        | 1–1    | 3–2 (60 %) | 24–18 (57 %) | 2.     |